# Guy Garvey
Guy Garvey, rodným jménem Guy Edward John Garvey (* 6. března 1974) je britský zpěvák. Pocházel ze sedmi sourozenců. V roce 1997 spoluzaložil skupinu Elbow. V roce 2001 produkoval první album skupiny I Am Kloot nazvané Natural History a roku 2005 spolu s členem této skupiny Peterem Jobsonem založil hudební vydavatelství Skinny Dog Records. V roce 2010 byl producentem jejich dalšího alba Sky at Night a o tři roky později pak Let It All In. V roce 2010 zpíval v písni „Flat of the Blade“ z alba Heligoland skupiny Massive Attack. V roce 2015 založil vlastní hudební vydavatelství Snug Platters. Téhož roku vydal své první sólové album s názvem Courting the Squall. Následujícího roku vydal nový singl „Open the Door“.

## Diskografie
- Courting the Squall (2015)